# Odontolabis stevensi yasusukei
Odontolabis stevensi yasusukei es una subespecie de coleóptero de la familia Lucanidae.

## Distribución geográfica
Habita en Célebes (Indonesia).